# Discografia dei Paramore
La discografia dei Paramore, gruppo musicale statunitense in attività dal 2004, comprende sei album in studio, due album dal vivo, un album di remix, cinque EP e trentadue singoli.
Il loro album di debutto All We Know Is Falling, pubblicato nel 2005, riesce a raggiungere la 51ª posizione degli album più venduti nel Regno Unito, senza però riscontrare molto successo negli Stati Uniti. Nel 2014, a distanza di 9 anni dalla sua pubblicazione, riesce comunque a ottenere la certificazione di disco d'oro arrivando alla cifra di 500 000 copie vendute.
Nel 2007 viene pubblicato il secondo album in studio Riot!, che porta alla notorietà internazionale i Paramore grazie a singoli di successo come Misery Business e Crushcrushcrush. Il grande successo internazionale arriva però con la pubblicazione di Decode, brano che entra a far parte della colonna sonora del film del 2008 Twilight. Nel 2009 la band esce il terzo album di inediti, intitolato Brand New Eyes. È l'album che riconferma il successo di Riot! e Decode, raggiungendo nuovi traguardi come il 2º posto negli Stati Uniti e il 1º nel Regno Unito, in Australia, in Nuova Zelanda e in altri paesi. Dopo i singoli Ignorance e Brick by Boring Brick, viene pubblicato il fortunato The Only Exception, che riesce a superare il successo di Misery Business e Decode nelle principali classifiche.
Il quarto album in studio della band, intitolato Paramore, esce nel 2013. Il singolo Still into You da esso estratto riesce a vendere più di ogni altro singolo mai pubblicato dai Paramore a livello internazionale. Il successo del singolo rispecchia quello dell'album, grazie al quale la band ottiene il suo primo piazzamento in cima alla Billboard 200, raggiungendo il 1º posto anche in altri otto paesi. Nel 2014 viene pubblicato come quarto singolo estratto dall'album Ain't It Fun, che riesce a superare il successo di ogni altro brano della band negli Stati Uniti, raggiunge per la prima volta la Top 10 della Billboard Hot 100 e vince il Grammy Award alla miglior canzone rock nel 2015.
Anticipato dai singoli Hard Times e Told You So, il quinto album After Laughter viene pubblicato nel 2017, ottenendo un buon successo internazionale ma senza superare quello del suo predecessore. Segue, a distanza di oltre 5 anni, il sesto album This Is Why, pubblicato nel 2023, di maggior successo e rispecchiante l'accoglienza commerciale ottenuta da Brand New Eyes e Paramore, con il primo posto nel Regno Unito e il secondo posto negli Stati Uniti.

## Album

### Album in studio
| Anno | Titolo | Classifiche | Classifiche | Classifiche | Classifiche | Classifiche | Classifiche | Classifiche | Classifiche | Classifiche | Classifiche | Classifiche | Classifiche | Classifiche | Classifiche | Classifiche | Certificazioni                                                                                         |
| Anno | Titolo | USA         | USA Alt.    | USA Rock    | AUS         | AUT         | CAN         | FIN         | DEU         | IRL         | JPN         | MEX         | NDL         | NZL         | UK          | UK Rock     | Certificazioni                                                                                         |
| ---- | --- | ----------- | ----------- | ----------- | ----------- | ----------- | ----------- | ----------- | ----------- | ----------- | ----------- | ----------- | ----------- | ----------- | ----------- | ----------- | --- |
| 2005 | All We Know Is Falling - Pubblicato: 26 luglio - Etichetta: Fueled by Ramen - Formato: CD, LP, download digitale       | —           | —           | —           | —           | —           | —           | —           | —           | —           | —           | —           | —           | —           | 51          | 7           | - USA: Oro - AUS: Oro - UK: Oro                                                                        |
| 2007 | Riot! - Pubblicato: 12 giugno - Etichetta: Fueled by Ramen - Formato: CD, LP, download digitale                        | 15          | 2           | 4           | 47          | 66          | —           | 26          | 63          | 53          | 62          | 31          | 61          | 15          | 24          | 1           | - USA: Platino (3) - AUS: Oro - CAN: Platino - IRL: Platino - NZL: Oro - UK: Platino                   |
| 2009 | Brand New Eyes - Pubblicato: 29 settembre - Etichetta: Fueled by Ramen - Formato: CD, LP, download digitale            | 2           | 1           | 1           | 1           | 6           | 3           | 5           | 7           | 1           | 19          | 7           | 23          | 1           | 1           | 1           | - USA: Platino - ARG: Oro - AUS: Platino - BRA: Oro - CAN: Oro - IRL: Platino - NZL: Oro - UK: Platino |
| 2013 | Paramore - Pubblicato: 9 aprile - Etichetta: Fueled by Ramen - Formato: CD, LP, download digitale                      | 1           | 1           | 1           | 1           | 13          | 3           | 10          | 8           | 1           | 21          | 1           | 18          | 1           | 1           | 1           | - USA: Platino - AUS: Oro - BRA: Oro - NZL: Oro - UK: Oro                                              |
| 2017 | After Laughter - Pubblicato: 12 maggio - Etichetta: Fueled by Ramen - Formato: CD, LP, musicassetta, download digitale | 6           | 1           | 1           | 3           | 10          | 9           | 14          | 18          | 4           | 66          | —           | 17          | 7           | 4           | —           | - USA: Oro - UK: Oro                                                                                   |
| 2023 | This Is Why - Pubblicato: 10 febbraio - Etichetta: Atlantic Records - Formato: CD, LP, musicassetta, download digitale | 2           | —           | —           | 1           | —           | —           | 20          | 6           | 2           | —           | —           | 22          | 3           | 1           | —           | |

### Album dal vivo
| Anno | Titolo | Classifiche                                         | Classifiche                                         | Classifiche                                         | Classifiche                                         | Classifiche                                         | Classifiche                                         | Classifiche                                         | Classifiche                                         | Certificazioni                                      |
| Anno | Titolo | US                                                  | US Alt.                                             | US Rock                                             | AUS                                                 | FIN                                                 | MEX                                                 | UK                                                  | UK Rock                                             | Certificazioni                                      |
| ---- | --- | --------------------------------------------------- | --------------------------------------------------- | --------------------------------------------------- | --------------------------------------------------- | --------------------------------------------------- | --------------------------------------------------- | --------------------------------------------------- | --------------------------------------------------- | --------------------------------------------------- |
| 2008 | Live in the UK 2008 - Pubblicato: 29 gennaio - Etichetta: Fueled by Ramen - Formato: CD                                   | Album stampato in 1 000 copie in edizione limitata. | Album stampato in 1 000 copie in edizione limitata. | Album stampato in 1 000 copie in edizione limitata. | Album stampato in 1 000 copie in edizione limitata. | Album stampato in 1 000 copie in edizione limitata. | Album stampato in 1 000 copie in edizione limitata. | Album stampato in 1 000 copie in edizione limitata. | Album stampato in 1 000 copie in edizione limitata. | Album stampato in 1 000 copie in edizione limitata. |
| 2008 | The Final Riot! - Pubblicato: 24 novembre - Etichetta: Fueled by Ramen - Formato: DVD, Blu-ray, CD+DVD, download digitale | 88                                                  | 15                                                  | 22                                                  | 38                                                  | 31                                                  | 47                                                  | 153                                                 | 18                                                  | - USA: Oro - CAN: Platino - UK: Argento             |

### Album di remix
| Anno | Titolo                                                                                                 |
| ---- | --- |
| 2023 | Re: This Is Why - Pubblicato: 6 ottobre - Etichetta: Atlantic Records - Formato: LP, download digitale |

## Extended play
| Anno | Titolo |
| ---- | --- |
| 2006 | The Summer Tic EP - Pubblicato: 2 agosto - Etichetta: Fueled by Ramen - Formato: CD                        |
| 2010 | 2010 Summer Tour EP - Pubblicato: 10 agosto - Etichetta: Fueled by Ramen - Formato: CD, download digitale  |
| 2010 | The Only Exception EP - Pubblicato: 28 settembre - Etichetta: Fueled by Ramen - Formato: Download digitale |
| 2011 | Singles - Pubblicato: 14 dicembre - Etichetta: Fueled by Ramen - Formato: Download digitale, 45 giri       |
| 2013 | The Holiday Sessions - Pubblicato: 20 aprile - Etichetta: Fueled by Ramen - Formato: 45 giri               |

## Singoli
| Anno | Titolo                     | Classifiche | Classifiche | Classifiche | Classifiche | Classifiche | Classifiche | Classifiche | Classifiche | Classifiche | Classifiche | Certificazioni                                                           | Album di provenienza                         |
| Anno | Titolo                     | US          | US Alt.     | US Pop      | US Rock     | US Digital  | AUS         | CAN         | NZL         | UK          | UK Rock     | Certificazioni                                                           | Album di provenienza                         |
| ---- | -------------------------- | ----------- | ----------- | ----------- | ----------- | ----------- | ----------- | ----------- | ----------- | ----------- | ----------- | ------------------------------------------------------------------------ | -------------------------------------------- |
| 2005 | Pressure                   | —           | —           | —           | —           | 62          | —           | —           | —           | —           | —           | - USA: Oro                                                               | All We Know Is Falling                       |
| 2005 | Emergency                  | —           | —           | —           | —           | —           | —           | —           | —           | —           | —           |                                                                          | All We Know Is Falling                       |
| 2006 | All We Know                | —           | —           | —           | —           | —           | —           | —           | —           | —           | —           |                                                                          | All We Know Is Falling                       |
| 2007 | Misery Business            | 26          | 3           | 12          | —           | 11          | —           | 67          | —           | 17          | 1           | - USA: Platino (6) - UK: Platino (2)                                     | Riot!                                        |
| 2007 | Hallelujah                 | —           | —           | —           | —           | —           | —           | —           | —           | 139         | —           |                                                                          | Riot!                                        |
| 2007 | Crushcrushcrush            | 54          | 4           | —           | —           | 41          | —           | —           | 32          | 61          | —           | - USA: Platino                                                           | Riot!                                        |
| 2008 | That's What You Get        | 66          | 36          | 18          | —           | 63          | —           | 92          | 35          | 55          | —           | - USA: Platino                                                           | Riot!                                        |
| 2008 | Decode                     | 33          | 5           | 36          | —           | 18          | 12          | 48          | 15          | 52          | —           | - USA: Platino (2) - AUS: Platino - NZL: Oro - UK: Oro                   | Twilight: Original Motion Picture Soundtrack |
| 2009 | Ignorance                  | 67          | 7           | —           | 20          | 58          | 35          | 96          | 32          | 14          | 1           | - USA: Oro - UK: Argento                                                 | Brand New Eyes                               |
| 2009 | Brick by Boring Brick      | —           | 9           | —           | 20          | —           | 85          | —           | 29          | 85          | 2           |                                                                          | Brand New Eyes                               |
| 2010 | The Only Exception         | 24          | —           | 12          | —           | 17          | 17          | 25          | 13          | 31          | 1           | - USA: Platino (2) - UK: Argento - AUS: Platino - NZL: Oro - UK: Argento | Brand New Eyes                               |
| 2010 | Careful                    | 78          | 37          | —           | —           | 38          | 89          | —           | —           | 108         | 2           |                                                                          | Brand New Eyes                               |
| 2010 | Playing God                | —           | —           | —           | —           | —           | —           | —           | —           | 195         | 5           |                                                                          | Brand New Eyes                               |
| 2011 | Monster                    | 36          | 23          | —           | 38          | 16          | 56          | 55          | 23          | 21          | 22          | - USA: Oro                                                               | Transformers: Dark of the Moon – The Album   |
| 2011 | Renegade                   | —           | —           | —           | —           | —           | —           | —           | —           | —           | —           |                                                                          | Singles                                      |
| 2011 | Hello Cold World           | —           | —           | —           | —           | —           | —           | —           | —           | —           | —           |                                                                          | Singles                                      |
| 2011 | In the Mourning            | —           | —           | —           | —           | —           | —           | —           | —           | —           | —           |                                                                          | Singles                                      |
| 2013 | Now                        | 103         | 13          | —           | 16          | 65          | 86          | —           | —           | 39          | 2           |                                                                          | Paramore                                     |
| 2013 | Still into You             | 24          | —           | 8           | 6           | 22          | 5           | 58          | 14          | 15          | 1           | - USA: Platino (2) - AUS: Platino (2) - CAN: Oro - NZL: Oro - UK: Oro    | Paramore                                     |
| 2013 | Daydreaming                | —           | —           | —           | —           | —           | —           | —           | —           | —           | 33          |                                                                          | Paramore                                     |
| 2014 | Ain't It Fun               | 10          | —           | 3           | 1           | 13          | 32          | 27          | —           | 147         | 3           | - USA: Platino (3) - CAN: Oro - UK: Argento                              | Paramore                                     |
| 2017 | Hard Times                 | 90          | 13          | —           | 6           | 61          | 65          | —           | —           | 34          | —           | - USA: Oro - UK: Argento                                                 | After Laughter                               |
| 2017 | Told You So                | —           | —           | —           | 16          | —           | —           | —           | —           | —           | —           |                                                                          | After Laughter                               |
| 2017 | Fake Happy                 | —           | 37          | —           | 33          | —           | —           | —           | —           | —           | —           |                                                                          | After Laughter                               |
| 2018 | Rose-Colored Boy           | —           | —           | —           | 27          | —           | —           | —           | —           | —           | —           | - UK: Argento                                                            | After Laughter                               |
| 2022 | This Is Why                | 108         | 1           | —           | 15          | —           | —           | —           | —           | 61          | —           |                                                                          | This Is Why                                  |
| 2022 | The News                   | —           | —           | —           | 34          | —           | —           | —           | —           | —           | —           |                                                                          | This Is Why                                  |
| 2023 | C'est Comme Ça             | —           | —           | —           | 37          | —           | —           | —           | —           | —           | —           |                                                                          | This Is Why                                  |
| 2023 | Running Out of Time        | —           | 9           | —           | 18          | —           | —           | —           | —           | 74          | —           |                                                                          | This Is Why                                  |
| 2023 | My Hero                    | —           | —           | —           | —           | —           | —           | —           | —           | —           | —           |                                                                          | Sound of Superman                            |
| 2024 | Burning Down the House     | —           | —           | —           | 46          | —           | —           | —           | —           | —           | —           |                                                                          | Stop Making Sense: A Tribute Album           |
| 2024 | Sanity (Re: Jack Antonoff) | —           | —           | —           | —           | —           | —           | —           | —           | —           | —           |                                                                          | Re: This Is Why                              |

## Altri brani entrati in classifica
| Anno | Titolo                       | Classifiche | Classifiche | Classifiche | Certificazioni | Album di provenienza |
| Anno | Titolo                       | US Rock     | UK          | UK Rock     | Certificazioni | Album di provenienza |
| ---- | ---------------------------- | ----------- | ----------- | ----------- | -------------- | -------------------- |
| 2010 | All I Wanted                 | —           | —           | 18          | - UK: Argento  | Brand New Eyes       |
| 2010 | Looking Up                   | —           | —           | 33          |                | Brand New Eyes       |
| 2010 | Misguided Ghosts             | —           | —           | 37          |                | Brand New Eyes       |
| 2010 | Turn It Off                  | —           | 150         | 6           |                | Brand New Eyes       |
| 2010 | Where the Lines Overlap      | —           | —           | 40          |                | Brand New Eyes       |
| 2013 | Grow Up                      | —           | —           | 36          |                | Paramore             |
| 2014 | Escape Route                 | —           | —           | 27          |                | Paramore             |
| 2014 | Native Tongue                | —           | —           | 36          |                | Paramore             |
| 2014 | Tell Me It's Okay            | —           | —           | 17          |                | Paramore             |
| 2015 | Hate to See Your Heart Break | 23          | —           | —           |                | Paramore             |
| 2017 | 26                           | 47          | —           | —           |                | After Laughter       |
| 2017 | Forgiveness                  | 35          | —           | —           |                | After Laughter       |
| 2017 | Pool                         | 50          | —           | —           |                | After Laughter       |
| 2023 | Big Man, Little Dignity      | 34          | —           | —           |                | This Is Why          |
| 2023 | You First                    | 32          | —           | —           |                | This Is Why          |
| 2023 | Figure 8                     | 36          | —           | —           |                | This Is Why          |
| 2023 | Liar                         | 40          | —           | —           |                | This Is Why          |
| 2023 | Crave                        | 42          | —           | —           |                | This Is Why          |
| 2023 | Thick Skull                  | 45          | —           | —           |                | This Is Why          |

## Videografia

### Album video
| Anno | Titolo |
| ---- | --- |
| 2008 | The Final Riot! - Pubblicato: 24 novembre - Etichetta: Fueled by Ramen - Formato: BD, DVD, download digitale                           |
| 2010 | Paramore's Videos. All of Them. Ever. - Pubblicato: 11 maggio - Etichetta: Fueled by Ramen, Atlantic - Formato: DVD, download digitale |

### Video musicali
| Anno | Titolo                                            | Regista                     |
| ---- | ------------------------------------------------- | --------------------------- |
| 2005 | Pressure                                          | Shane Drake                 |
| 2006 | Emergency                                         | Shane Drake                 |
| 2006 | All We Know                                       | Dan Dobi                    |
| 2007 | Misery Business                                   | Shane Drake                 |
| 2007 | Hallelujah                                        | Big TV!                     |
| 2007 | Crushcrushcrush                                   | Shane Drake                 |
| 2008 | That's What You Get                               | Marcos Siega                |
| 2008 | Let the Flames Begins (Live)                      | Philip Botti                |
| 2008 | Decode                                            | Shane Drake                 |
| 2009 | Ignorance                                         | Honey                       |
| 2009 | Brick by Boring Brick                             | Meiert Avis                 |
| 2010 | The Only Exception                                | Brandon Chesbro             |
| 2010 | Careful                                           | Brandon Chesbro             |
| 2010 | Playing God                                       | Brandon Chesbro             |
| 2011 | Monster                                           | Shane Drake                 |
| 2013 | Now                                               | Daniel Cloud Campos         |
| 2013 | Still into You                                    | Isaac Rentz                 |
| 2013 | Anklebiters                                       | Jordan Bruner               |
| 2013 | Daydreaming                                       | Julian Acosta               |
| 2014 | Ain't It Fun                                      | Sophia Peer                 |
| 2014 | Last Hope (Live)                                  | Michael Thelin              |
| 2014 | Hate to See Your Heart Break (feat. Joy Williams) | Chuck David Willis          |
| 2017 | Hard Times                                        | Andrew Joffe                |
| 2017 | Told You So                                       | Zac Farro e Aaron Joseph    |
| 2017 | Fake Happy                                        | Zac Farro                   |
| 2018 | Rose-Colored Boy                                  | Warren Fu                   |
| 2018 | Caught in the Middle                              | Computer Team               |
| 2022 | This Is Why                                       | Brendan Yate                |
| 2022 | The News                                          | Mike Kluge e Matthew DeLisi |
| 2023 | Running Out of Time                               | Ivanna Borin                |
| 2024 | Thick Skull                                       | Brendan Yates               |